# Emine Sultan (figlia di Abdülaziz)
Emine Sultan (turco ottomano: امینه سلطان, lett. "benevola" o "degna di fiducia"; Istanbul, 24 agosto 1874 – Istanbul, 29 gennaio 1920) è stata una principessa ottomana, figlia del sultano Abdülaziz e della consorte Neşerek Kadin.

## Origini
Emine Sultan nacque il 24 agosto 1874 a Istanbul, nel Palazzo Dolmabahçe. Suo padre era il sultano ottomano Abdülaziz e sua madre la consorte Neşerek Kadın. Aveva un fratello maggiore, Şehzade Mehmed Şevket. Venne chiamata in onore di una sua sorellastra morta durante l'infanzia.
Nel 1876 suo padre fu deposto e imprigionato con la sua famiglia nel Palazzo Feriye. Lì morì in circostanze sospette pochi giorni dopo, il 4 giugno.
L'11 giugno 1876 morì anche sua madre, gravemente malata perché la notte della deposizione, scoperta a nascondere gioielli sotto i vestiti, fu trascinata a Palazzo Feriye nuda sotto la tempesta, con addosso solo uno scialle. Inoltre, Neşerek era spezzata dal dolore per la morte di Abdülaziz, che lei era certa fosse stato assassinato.
Nel settembre 1876 sul trono salì Abdülhamid II, cugino di Emine. Abdülhamid adottò il fratello di Emine, mentre lei venne affidata a Şehzade Yusuf Izzeddin, figlio di Abdülaziz e suo fratellastro maggiore. 

## Matrimonio
Abdülhamid II progettò di dare Emine in sposa a uno dei suoi figli, Şehzade Mehmed Abdülkadir, ma la principessa si oppose. Trovava il promesso sposo antipatico e non voleva sposare un uomo più giovane di lei di ben quattro anni. A sorpresa, riuscì a ottenere ciò che voleva e il fidanzato fu annullato, anche se Abdülhamid, per punirla, le permise di sposarsi solo oltre un decennio dopo le sorellastre.
Il 12 settembre 1901, a ventisette anni, la sposò a Mehmed Şerif Pasha. Le nozze si tennero a Palazzo Yıldız lo stesso giorno di quelle di Hatice Sultan e Fehime Sultan, figlie di Murad V.
Mehmed Şerif era uno studioso di storia e letteratura orientale, noto per il suo lavoro di traduzione. La coppia visse nel Palazzo Mehmed Sadık Pasha a Çarşıkapı. Il matrimonio fu molto felice e portò alla nascita di una bambina.
Nel gennaio 1910 la coppia aiutò Kemal Ahmed Fehmi Bey a organizzare e diffondere il Partito radicale ottomano, che poté aprire sedi a Bursa e in Anatolia. Per questo, finirono nella lista dei sorvegliati del governo. 

## Morte
Emine Sultan morì il 29 gennaio 1920 dopo una breve malattia. Venne sepolta nel mausoleo Mahmud II.
Suo marito, devastato, compose un marsiya (elegia) in suo onore, il Gülşen-i adn-i perıah etdi Emine Sultan. 

## Discendenza
Dal suo matrimonio, Emine Sultan ebbe una figlia:
- Hamide Hanımsultan.

## Onorificenze
Emine Sultan venne insignita delle seguenti onorificenze:
- Ordine della Casa di Osman
- Ordine di Mejīdiyye, ingioiellato
- Ordine della Carità, 1ª classe